# Ari Vatanen
Ari Vatanen (rođen 27. travnja 1952.) finski je umirovljeni reli-vozač koji je postao političar, te je bio član Europskog parlamenta (1999-2009). Vatanen je osvojio naslov svjetskog prvaka u reliju godine 1981., dok je četiri puta pobijedio na utrci Pariz - Dakar. 
Vatanen je nastupio na 101 utrci svjetskog prvenstva u reliju (WRC), pobijedio na 10 utrka, dok je na 27 utrka završio na podiju.
Svjetski prvak u reliju je postao vozeći Ford Escort RS. 